# Connellia
Connellia es un género de plantas con flores perteneciente a la familia  Bromeliaceae, subfamilia Pitcairnoideae. Es originario de Guyana y Venezuela.  Comprende 7 especies descritas y de estas, solo 6 aceptadas.

## Taxonomía
El género fue descrito por Nicholas Edward Brown y publicado en Transactions of the Linnean Society of London, Botany 6: 66. 1901. La especie tipo es: Connellia augustae
Etimología
Connellia: nombre genérico otorgado en honor de Frederick Vavasour McConnell, ornitólogo y biólogo inglés (1868-1914).

## Especies
- Connellia augustae
- Connellia caricifolia L.B.Sm.
- Connellia nahoumii
- Connellia nutans L.B.Sm.
- Connellia quelchii
- Connellia smithiana
- Connellia varadarajanii L.B.Sm. & Steyerm.